# I. Frigyes dán király

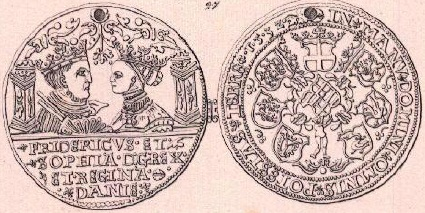
Frigyest és Zsófia feleségét ábrázoló aranyérme

I. Frigyes (Haderslev, 1471. október 7. – Gottorf kastély, 1533. április 10.) Dánia és Norvégia királya 1523-tól haláláig. Ő volt az utolsó római katolikus vallású királya Dániának, türelmes politikájával elérte hogy a terjedő reformáció nem okozott fegyveres konfliktust az országon belül.

## Schleswig-Holsteini herceg
Frigyes I. Keresztély dán, norvég és svéd király és Hohenzollern Dorottya ötödik, legfiatalabb gyermeke volt. Mikor apja meghalt, kiskorúként megválasztották Schleswig és Holstein hercegének és amikor elérte a nagykorúságot, a két hercegséget megosztotta János bátyjával, aki a királyi címeket is örökölte.
1500-ban meggyőzte Jánost, hogy hódítsák meg a Dithmarscheni parasztköztársaságot. Jelentős sereget gyűjtöttek össze a hercegségekből és a kalmari unió országaiból, német zsoldosokat is felfogadtak. A hemmingstedti csatában azonban az ezerfős parasztmilícia ügyesen kihasználva a terepet és átvágva a töltéseket csúfos vereséget mért Frigyes és János seregére; a két hercegség lovagságának egyharmada esett el az elárasztott földeken.

## Dán és norvég király
Mikor János király 1513-ban meghalt, jütlandi nemesek egy csoportja felajánlotta hogy támogatja Frigyes trónigényét unokaöccsével, Keresztéllyel szemben, amit ő azonban visszautasított.

1523-ban az elégedetlen nemesek lemondatták II. Keresztélyt a dán és norvég trónról és Frigyes ezúttal elfogadta a koronát. Királyként sem költözött Koppenhágába, ideje nagy részét továbbra is gottorpi kastélyában töltötte. Bár Norvégia király volt, soha nem lépett norvég földre.

II. Keresztély népszerű volt a parasztok és polgárok körében és 1524-25-ben több felkelés is kitört visszahozatala érdekében. Gotland kormányzója is fellázadt és 8000 fős parasztseregével ostrom alá vett egy helsingborgi erődöt. A Johann Rantzau vezette királyi sereg Skånébe vonult és a lundi csatában döntő vereséget mért a felkelőkre. A csata után sokan a város templomában kerestek menedéket, de Rantzau emberei legalább hatvanukat kivonszolták a templomból és a helyszínen lemészárolták őket.

## A reformáció
Frigyesnek döntő szerepe volt abban, hogy a lutheránus vallás békésen terjedt el Dániában. Bár koronázási esküjében megfogadta, hogy megoltalmazza a katolikus vallást, a gyakorlatban igyekezett a két egyház együttélését biztosítani. Elrendelte, hogy a katolikusok és lutheránusok felváltva használhatják a templomokat. Támogatta a Biblia dánra fordítását (egyes történészek kétségbe vonják, hogy ő maga tudott-e dánul). Mikor Hans Tausent eretnekséggel vádolták, Frigyes saját káplánjává nevezte ki, hogy megóvja a letartóztatástól. 1527-től kezdte elrendelni a kolostorok bezárását, de a szerzeteseknek kárpótlást adott. Egyensúlyozó politikájával elérte hogy uralkodása alatt ne fajuljon fegyveres konfliktusig a katolikusok és a reformált vallásúak szembenállása. Halála után azonban Frigyes fiát támogató lutheránus főurak összecsaptak a katolikus II. Keresztély uralmát visszaállítani kívánó nemesekkel.
1531-ben Keresztély sereget és flottát gyűjtött és megpróbált visszatérni. Egy vihar azonban szétszórta hajóit. Maradék seregével még hónapokig kitartott, de végül a biztonságos visszavonulásért cserébe Keresztély feladta magát. Frigyes azonban nem tartotta be a szavát és börtönbe vetette, ahol még 27 éven át raboskodott.
Frigyes 1533. április 10-én halt meg gottorpi kastélyában hatvanegy éves korában és a schleswigi székesegyházban temették el.

## Családja és gyermekei
Frigyes 1502-ben feleségül vette az akkor tizenöt éves Hohenzollern Annát (anyja féltestvérének lányát). Két gyermekük született:
- Keresztély (1503. augusztus 12. – 1559. január 1.), utóda a dán és norvég trónon
- Dorottya (1504. augusztus 1. – 1547. április 11.), a Teuton Lovagrend lutheránus hitre térő nagymesteréhez, Hohenzollern Alberthez ment feleségül

Anna 1514-ben meghalt, Frigyes pedig négy év múlva újranősült, Pomerániai Zsófiát vette feleségül. Vele hat gyermeke született:
- János (1521. június 28. – 1580. október 2.) Schleswig-Holstein-Haderslev hercege
- Erzsébet (1524 október 14. – 1586 október 15.), férjei: Magnus mecklenburg-schwerini herceg (1543) és Ulrik mecklenburg-güstrowi herceg (1556)
- Adolf (1523. január 26. – 1586. október 1.) Holstein-Gottorp hercege
- Anna (1527 – 1535. június 4.)
- Dorottya (1528 – 1575. november 11.), férje Kristóf, Mecklenburg-Schwerin hercege
- Frigyes (1532. április 13. – 1556 október 27.) Hildesheim és Schleswig püspöke

## Fordítás
Ez a szócikk részben vagy egészben  a   Frederick I of Denmark című angol Wikipédia-szócikk ezen változatának fordításán alapul.  Az eredeti cikk szerkesztőit annak laptörténete sorolja fel. Ez a jelzés csupán a megfogalmazás eredetét és a szerzői jogokat jelzi, nem szolgál a cikkben szereplő információk forrásmegjelöléseként.
| Előző uralkodó: II. Keresztély | Dánia királya 1523 – 1533 | Következő uralkodó: III. Keresztély |

| Előző uralkodó: II. Keresztély | Norvégia uralkodója 1423 – 1533 | Következő uralkodó: III. Keresztély |